# Vulcain (skelet)
Vulcain, bijgenaamd het beest van Dampierre, is het skelet van een 75 tot 80% volledig originele Apatosaurus. Deze dinosaurus was een planteneter met een erg lange nek die ongeveer 150 miljoen jaar geleden leefde. Met een lengte van zo'n 21 meter was het in 2024 het grootste dinosaurusskelet ooit geveild.

## Algemeen

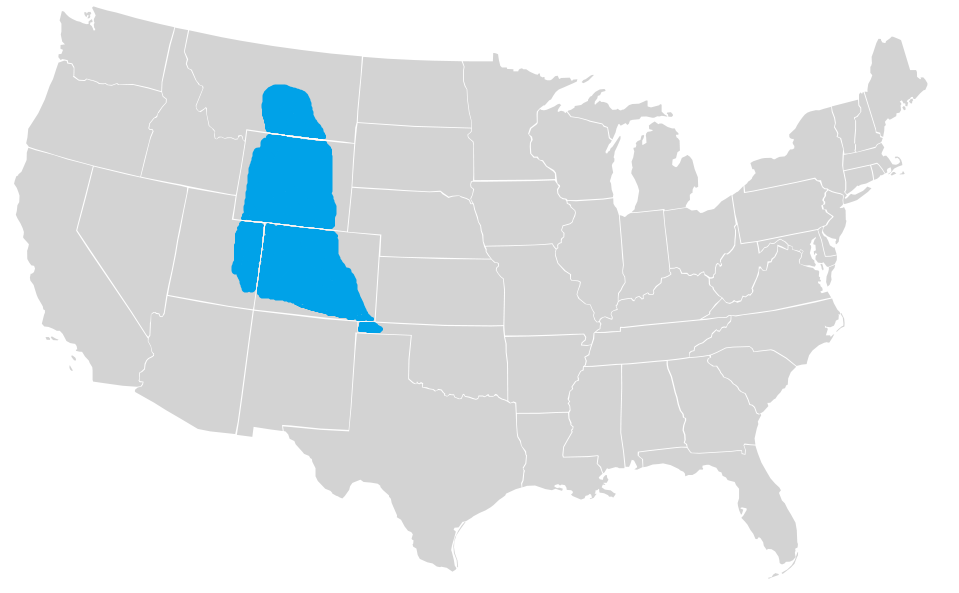
Leefgebied van de apatosaurus

Het skelet werd in 2018 ontdekt op 100 km ten oosten van Thermopolis in Wyoming, Verenigde Staten. Het bestaat uit ongeveer 300 originele botten aangevuld met replica's voor de ontbrekende delen. Het opgezet skelet is 4 meter hoog en zo'n 21 meter lang. De Apatosaurus was bij overlijden ongeveer 45 jaar en woog naar schatting 20 ton.
De originele staart van Vulcain heeft versteende wervels, waarvoor de oorzaak initieel werd toegeschreven aan artritis. Nadien kwamen ook theorieën over een herstelde breuk na een val of een beet door een roofdier naar voren. Het Natuurhistorisch Museum van Brussel onderzoekt de echte wervels om een beter inzicht in de oorzaak te verkrijgen. Het opgesteld skelet bevat replica's van de aangetaste staartwervels, omdat de originele te zwaar zijn voor de opstellingsstructuur.
Na de restauratie door het Franse Paleomoove Laboratory werd het skelet in november 2024 tentoongesteld en geveild op het kasteel van Dampierre-en-Yvelines nabij Parijs. Vulcain is het grootste dinosaurusskelet dat ooit in Frankrijk werd geveild en volgens meerdere bronnen zelfs wereldwijd het grootste. 

De winnaar van de veiling, met een eindbod van 6 miljoen euro, heeft aangekondigd om Vulcain in de toekomst beschikbaar te stellen voor een museum. De verkoopprijs was hoger dan de schattingen van 3 tot 5 miljoen euro, maar beduidend lager dan die van eerdere Tyrannosaurusskeletten. 
Begin februari 2025 tijdens een persmoment om de nieuwe expo over prehistorische dieren in Pairi Daiza aan te kondigen, onthulde de Belgische ondernemer Marc Coucke dat hij het skelet had overgekocht. Het staat opgesteld in de inkomshal van het dierenpark.

## Eigenaren
- 2018 Een Franse investeerder die de opgravingen in de VS financierde
- 2024 Een verzamelaar die onbekend wenste te blijven
- 2025 De Belgische ondernemer Marc Coucke, die het skelet in de inkomshal van Pairi Daiza liet plaatsen